# Fortalesa de Chakvinji
La fortalesa de Chakvinji (en georgià: ჭაქვინჯის ციხე) es troba al municipi de Zúgdidi, a la província històrica de Samegrelo (Mingrèlia), al poble de Jihaskari, a la vora del riu Chanistskali, edificada sobre una muntanya alta.

## Història
El famós historiador i geògraf georgià del segle xviii Vakhushti Batonishvili va descriure des de la font històrica a l'àrea de la fortalesa del palau d'estiu de Samegrelo. En aquesta fortalesa va néixer l'últim gran personatge, David Dadiani, el 26 de gener de 1813.
La gent diu que entre els segles XIV - XVII fou construïda pels turcs, però a l'entrada s'indica la data del segle xvii. Una altra opinió de la població autòctona és que va ser construïda amb pedres del riu Chanistskali. Van formar com una cadena vivent creada per la gent i cada un d'ells lliurava les pedres. La fortalesa del poblet de Jihaskari va ser de gran importància en la perspectiva estratègica militar del feudalisme. Hi havia moltes invasions per part dels turcs. Al 1905, durant la revolució, les forces d'Adelkhanov van envair Jihaskari, Chakvinji i els llogarets adjacents. En els dies de lluita per l'establiment del poder soviètic a Geòrgia, les forces menxevics van ocupar la fortalesa de Jihaskari, des d'on hi va haver un contraatac per la població local. Els menxevics van ser expulsats pels bolxevics.

## Estudis arqueològics

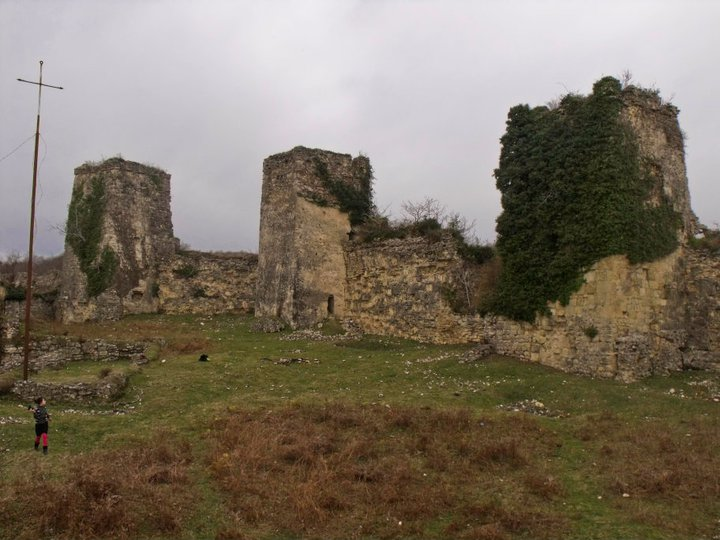
Vista de la muralla amb les torres

La disposició arqueològica de l'àrea de la fortalesa i la fixació d'estructures arquitectòniques es va produir durant els anys 1968-1969. La durada del primer any va ser de 45 dies, i el segon any de 30 dies. Dins del fort hi ha un petit habitacle que sembla haver estat realitzat com a enterrament. Com diuen els tributs d'ancoratge locals, va ser en l'antiguitat quan hi havia un cementiri en el moment de la guerra i quan els cossos no podien ser retirats. L'antiga església encara és a la presó al nord de la ciutadella. Està molt danyada, però les formes bàsiques encara són possibles d'apreciar. Enmig de la presó hi ha un pou, que té 40 m de profunditat. Hi ha una altra petita fortalesa una mica distant de la presó al nord. Enmig d'aquestes dues fortaleses, hi havia un camí que encara hi és. Quan eren en la presó amb l'enemic durant la guerra, l'aigua dels pous havia desaparegut, i d'amagat van ser portats els presoners a una petita presó i d'allà es va treure l'aigua. El problema del subministrament d'aigua als constructors de la presó va ser sempre el primer: els constructors ho pensaven abans i cercaven un lloc que estigués estratègicament justificat on hi hagués una font o pou. Si no hi havia aquest lloc, aleshores l'aigua del riu era portada al fort a través d'un túnel. Si no podia ser així, aleshores el pou era excavat al pati; i aquest era fàcil de trobar en terres planes, però a la muntanya era impossible o molt difícil.
A Chakvinji s'està estudiant aquesta situació. La ciutadella està situada a la muntanya, i degué ser molt profunda l'excavació. El nom de la presó deriva d'aquest conducte «Chakvinji», que es tradueix com 'l'arrel del pou'. En van construir un llarg túnel a prop, al nord de la fortalesa, on es trobava la font de la vall. Des de la gran presó cap al nord-oest hi ha al voltant de 80 xemeneies; una xemeneia va explotar, on es troba l'antic palau de Samegrelo dels Dadiani. Enmig d'aquest palau i la gran fortalesa encara hi ha un passadís ocult.
El professor Parmen Zakaraia explica que la fortalesa de Chakvinji consta d'una ciutadella i una fortalesa més baixa. Les excavacions arqueològiques han revelat diverses capes de construcció: la primera pertanyent als segles III-IV; la segona als segles VIII-IX i la tercera als segles XVI-XVII. La ciutadella s'erigeix sobre l'alta muntanya, envoltada per quatre torres als costats nord i est. Està connectada a la fortalesa inferior. Hi ha un túnel al pendent, al final del qual s'alça una torre. Part d'una font és la presó inferior. La «Sala X» estava situada al centre de la secció sud del pati de la presó, i en queda únicament el primer pis.

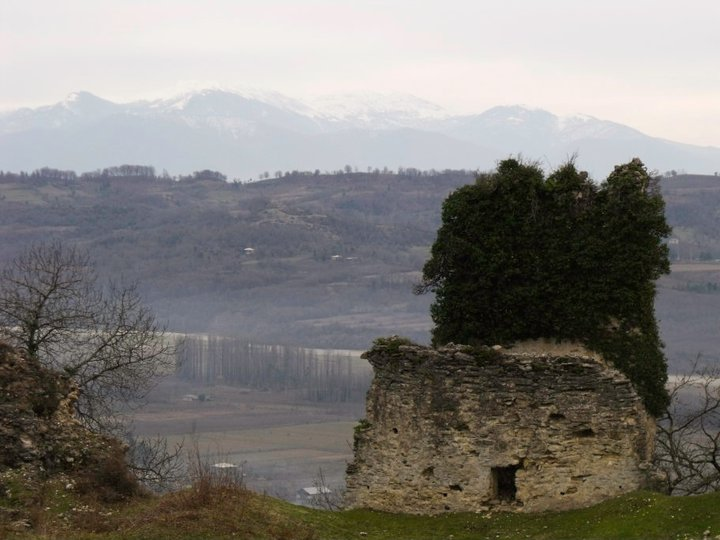
Vista de les ruïnes

El castell està molt danyat. En les ruïnes no és possible determinar el tipus inicial, fins i tot de vegades és impossible aclarir la direcció del mur. El castell consta de dues parts: una, la ciutadella, que té una muntanya alta i un gran pati de la fortalesa. Com a resultat de les excavacions, aquest plànol de pati va ser gairebé restaurat. Aquí també hi ha torres. Una de peus al mig est dels pujols, estava realitzada amb un propòsit especial, està construïda amb túnel, molt alt i ample connectat a la ciutadella. Estaria destinada al servei intern de la guarnició. Amb atacs difícils, podrien mantenir un accés inesperat des de la torre durant el setge. La ciutadella s'edificà sobretot entre els segles IV-V, i el túnel i la torre al segle xv.
Després de l'excavació total de la ciutadella, les capes de construcció es divideixen i se situen en un llarg pujol el·líptic. Els constructors són molt conscients del relleu del terreny. És difícil arribar a llocs al terra i al nord, on hi hagi tres torres a la muralla. Tot això pot ser datat del període inicial del Regne Egris. Aquesta capa ha canviat de cara diverses vegades durant èpoques, però la principal s'ha conservat. La reconstrucció visible es realitzà a la fortalesa cap als segles XIII-XIV. Forts atacs enemics van danyar la ciutadella. A la part inferior van construir una torre i la torre interior va ser reconstruïda.
Als segles següents, la invasió d'enemics va aconseguir fer desaparèixer la presó. Grans obres de restauració hi tenen lloc des del segle xvi. La restauració i obra complementària d'aquesta època és visible en totes parts. El camí cap a la fortalesa ara passa de sud a nord i a la ciutadella des de l'est. Però abans, la carretera semblava arribar a l'oest de la ciutadella. Hi havia una porta petita, i la porta d'entrada al pati inferior havia de ser sobre la font, i al costat oposat no hi havia rastre de la porta a la presó inferior, ni les empremtes dels murs. La ciutadella es troba al nord de l'entrada principal. És impossible presentar el tipus originari de presó, el seu creixement i els següents canvis, ja que no se'n troba material gràfic. En les fonts documentals no s'esmenta, de fet, fins al segle xvii. El castell de Chakvinji és descrit breument per l'etnògraf Sergi Makalatia; com a data de la presó pren els segles XVI-XVII.

## Arquitectura

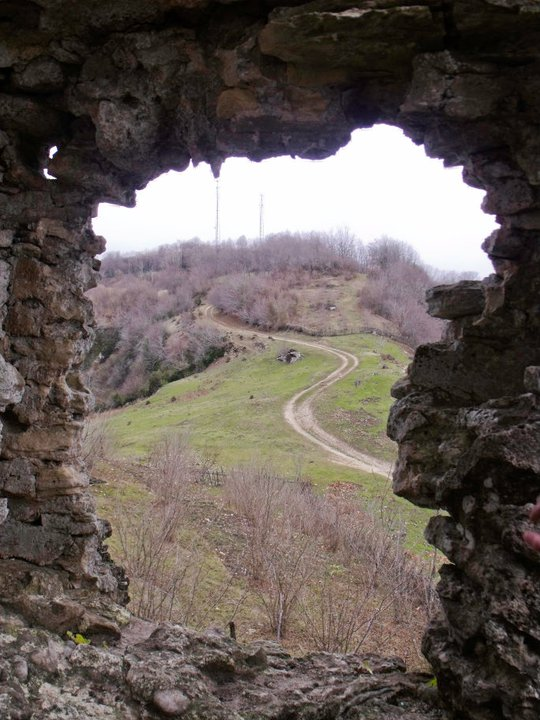
Sortida del túnel

El pendent sota el fort corre lentament cap al riu Chanistskali. El camí cap al castell està ara al sud, però en l'antiguitat estava a l'oest de la ciutadella. Hi havia una porta petita, i al fons del pati inferior.
El castell està molt danyat. En les ruïnes és impossible determinar el tipus inicial, fins i tot de vegades és impossible aclarir la direcció de la paret. Segons les investigacions arqueològiques realitzades entre 1968 i 1969, la fortalesa consta principalment de dues parts: una ciutadella i una part relacionada amb el castell inferior amb una gran àrea. La ciutadella està situada a la carretera, i el gran pati de la fortalesa se situa al nord, en un relleu difícil, des de la segona part de la tanca fins a la muralla, i les restes de l'última torre al nord i l'est, on es trobava el túnel. Es pot assenyalar aquí que la font en la secció nord-oest estava unida a la tanca.
La revisió de la presó va portar a la conclusió que aquí hi ha tres capes cronològiques: l'antiga medieval, la medieval desenvolupada i la medieval tardana.

### Ciutadella
Després d'efectuar l'excavació total de la ciutadella, les capes de construcció es van separar. La ciutadella es troba en un llarg pujol el·líptic. Els constructors eren molt conscients del relleu. És difícil trobar els costats al terra i al nord, on és fàcil trobar tres torres a la muralla. Tot això pot ser datat dels segles IV-V. Aquesta capa ha canviat moltes vegades al llarg dels segles, i n'ha mantingut únicament la bàsica.

### Torre

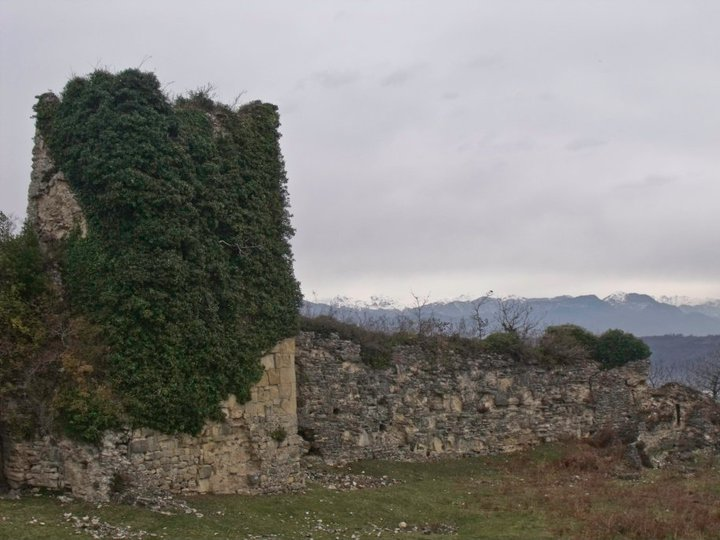
Torre de la fortalesa

La torre de la secció nord-est del pati inferior del fort es construeix al llarg del túnel, des d'on el túnel va a la porta de la ciutadella. Des d'aquí, els guerrers i les forces circumdants sortirien de la torre, atacant sobtadament l'enemic. Aquest mètode no és nou, sovint es troba en l'antiguitat i a les presons medievals. En si, la torre i el túnel estan construïts en els segles XV i XVI. Les excavacions van revelar el palau i l'església de la ciutadella. Hi ha diversos edificis, però el plànol no pot ser-ne restaurat.

### Cambra

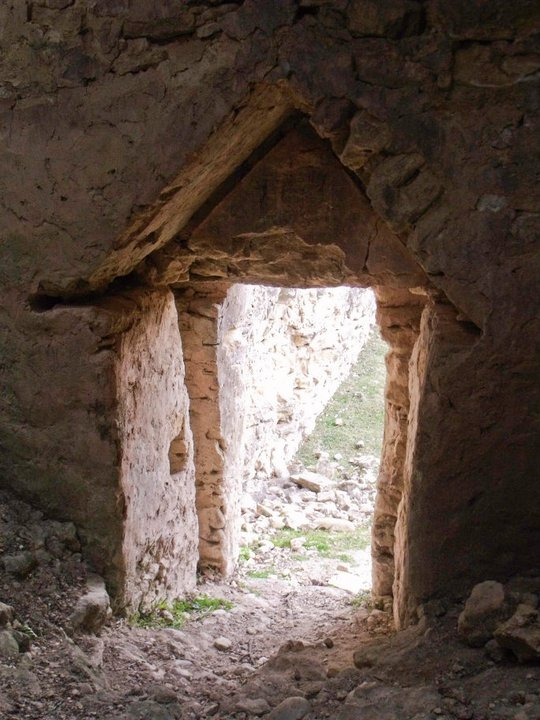
Vista de las ruïnes de la cambra

Es troba a la part sud. Les parets que queden són d'un metre d'alt. L'entrada era al centre del mur nord. El plànol de la cambra és un rectangle llarg. Hi ha dues columnes al centre; sembla que els arcs que s'unien a les parets de les cambres es van moure sobre seu. El primer pis havia de ser per a un ajudant. El segon pis seria per viure. Segons les dades generals, la cambra es remunta als segles IX-X.

### Església
L'església va ser construïda a la part oriental de la ciutadella, és l'església de Garnizon i els seus habitants. Estava decorada amb fileres altes de pedra. També es van utilitzar arranjaments decoratius a la façana sud; l'edificació de l'església es remunta als segles XII-XIV.
L'església és molt petita, se l'anomena «l'església de la porta». A més a més, el cap de la presó ordinària de la ciutadella seria l'amo del local, si no sempre, almenys en casos especials. No s'exclou que en el moment de la construcció de l'església no n'hi hagués un castell o una fortalesa. La història no diu quan l'església va ser destruïda. Les respostes directes a això no es poden trobar en les ruïnes, però algunes d'elles s'hi van servir. A l'excavació de l'església es van trobar algunes icones de plata. Els fragments d'aquesta icona apunten estilísticament als segles XVII-XVIII. Deu monedes de plata van ser trobades al terra de l'altar de l'església. Són encunyades a Montreal i Istanbul (Constantinoble), es remunten a 1757, 1773 i 1788. Al final, l'enemic (otomà) va prendre el castell, el va arrasar i va destruir l'església.